# ACTG1P6
ACTG1P6‏ (None) هوَ بروتين يُشَفر بواسطة جين ACTG1P6 في الإنسان.